# ゆるっとバス
ゆるっとバス（ゆるっと南阿蘇めぐりバス）とは熊本県阿蘇郡南阿蘇村が運行しているコミュニティバスである。2009年10月1日より運行開始。

## 概説
南阿蘇村ではこれまで同村を経由する九州産交バスの路線バスを村の補助により運行を支援してきた。しかし、マイカーの普及や昨今の不況・沿線の過疎化などによる村の人口減によりバスを利用する客が減少している事により赤字が増加。これらに歯止めをかける目的として、2007年度よりバス路線の見直しに着手し、2009年9月末日を以ってこれまでの産交バスの路線バスの運行を廃止し、翌月より新たに当コミュニティバスが運行開始。JRや南阿蘇鉄道、同村を経由する長距離バス（たかもり号・たかちほ号・やまびこ号・九州横断バス）との連結により、これらとの乗り継ぎも考慮したダイヤにもなっていて、村民の足としては勿論、観光客にも利用しやすい路線を目指す。

## 沿革
- 2009年10月01日　運行開始。「白水コース」（高森 - 立野）、「久木野コース」（高森 - 立野）、「下田駅 - 地獄・垂玉線」、「湯の谷コース」（長陽 - 立野）の4コース。
- 2010年10月　ダイヤ改正ならびに運行ルート一部変更。下田駅 - 地獄・垂玉線を廃止（代替手段として当該区間は乗合タクシーによる輸送へ転換）。湯の谷コースは高森まで延伸され全て高森 - 立野間とした3コースとなる。
- 2011年03月　ダイヤ改正。新型車両を1台追加導入。
- 2016年04月15日 - 前日に発生した熊本地震の影響で全便運行見合わせとなる。16日未明の本震で南阿蘇村を中心に大半の道路が決壊、土砂の崩落で一部寸断するなど甚大な被害を受け、引き続き全線で運休していたが、同年5月10日より震災特別ダイヤにより運行再開[1]。当面の間、白水コースは「温泉センターウィナス」折返し（第1便のみ「本村」折返し）、久木野コース・湯の谷コースは両系統とも「八里木」折返しとなる[2]。
- 2016年10月01日 - ダイヤ改正。これまで震災特別ダイヤにおいて一部停留所を休止扱いとしていたが、今回の改正により通行可能な地域を巡回するルートとしてこれまでの全便「立野」折返しから「赤水駅」や「あそ望の郷」などに変更し、同村を経由する長距離バス「やまびこ号」や「たかもり号」との乗り継ぎ結節点としての利用を考慮。また、本改正によりこれまでの各コースの名称を「〇〇ルート」に変更し、旧来の湯の谷コースは廃止され、代わりに「八里木」を折返しとした「循環ルート」を新設[3]。
- 2016年11月01日 - ダイヤ改正。前月のダイヤ改正において「白水ルート」と「久木野ルート」の南阿蘇側起終点を「赤水駅」としていたが、「やまびこ号」の運行経路延伸に併せ「アーデンホテル阿蘇」に変更し、赤水駅には乗り入れなくなる[4]。
- 2017年10月01日 - ダイヤ改正。これまで高森 - アーデンホテル阿蘇間を結んでいた「白水ルート」を阿蘇長陽大橋開通により立野への停車再開と共に、菊池郡大津町内へ乗り入れ[5]、起終点を大津駅（南口）まで延伸し、運行経路も一部変更となり、平日が1日6往復12便・土日祝日が1日5往復10便に大幅増便。「久木野ルート」はこれまで停車していた「温泉センターウイナス」への乗り入れを廃止し、「西栃木」停留所を新設した上で「白水ルート」との接続地点となる[6]。「循環ルート」は廃止。
- 2020年10月01日 - ダイヤ改正。熊本地震で寸断されていたJR豊肥本線の肥後大津 - 阿蘇間の完全復旧により「白水ルート」の大津駅（南口）への乗り入れを廃止し、立野駅までの運行となる。「久木野ルート」もアーデンホテル阿蘇への乗り入れを廃止し、立野駅からの始発着となり一部ルート変更。旧「久木野ルート」で運行していた一部のルートは新設系統「立野循環ルート」に組み込まれる事になる。これらに伴い、前回の改正で乗り入れが廃止されていた「温泉センターウイナス」「温泉センター瑠璃」への停車を3年ぶりに再開。
- 2022年9月23日 - JR豊肥本線ダイヤ改正に伴い、全便始発時刻を変更。
- 2023年7月16日 - 熊本地震の影響によって寸断されていた南阿蘇鉄道高森線の中松 - 立野間復旧工事完了により前日7月15日を以って全線運転再開した事を受け、この日を以って大幅ダイヤ改正を実施。本改正で各ルートの名称を「○○コース」に改め、全線で一部区間の経路変更や、「久木野コース（旧・久木野ルート）」の南阿蘇側の発着点を南阿蘇村役場まで縮小（立野方面へは「長陽駅入口」で乗換え）。旧「立野循環ルート」は過去の実績などを考慮し今後も定量的な利用が見込めないと判断した事を理由に廃止[7]。

## 運行ルート

### 現行（2023年7月16日～）
≪≫は一部便通過
白水コース【高森 - 立野】※平日・土日祝日とも1日4往復8便
- 高森中央 - 高森駅前 - 高森中学校 - 高森幼稚園前 - 豆塚 - 下森山 - 見晴台駅入口 - 両併入口 - 白川 - 白川水源入口 - 白川駅前 - 吉田新町 - 上吉田 - 阿蘇白水農協前 - ≪温泉センター瑠璃≫ - 吉田登山線入口 - 下吉田 - 一関 - 中松駅前 - 中松小学校前 - 寺坂 - 川地後 - 松の木 - 東下田 - 西野宮神社入口 - 下田駅前 - 西下田 - 南阿蘇村役場 - 旧JA長陽給油所前 - 南阿蘇西小学校前 - 長陽駅入口 - 南阿蘇中学校前 - 本村入口 - 栃木入口 - 西栃木 - 立野病院裏 - 立石 - 立野駅

久木野コース【高森 - 南阿蘇】※平日は1日4往復8便、土日祝日は1日3往復6便　　
- 高森中央 - 高森駅前 - 高森中学校前 - 高森幼稚園前 - 豆塚 - 湧水トンネル公園 - 前畑 - 旧両併小学校前 - ゆめひろば前 - 中郷公民館前 - 竹崎 - 上二子石 - 中二子石 - 井出口 - 原尻 - 四季の森温泉 - 新村 - 平素 - あそ望の郷 - 久木野福祉センター前 - JA久木野給油所横 - 上楢須 - 久木野駐在所前 - 槢尾 - 久木野病院前 - 柿野 - 岸野 - 堀渡 - 旧木の香湯温泉前 - 八里木 - 長陽駅前 - 長陽駅入口 - 南阿蘇西小学校前 - 旧JA長陽給油所前 - 南阿蘇村役場

### 2020年10月1日～2023年7月15日
≪≫は一部便通過
白水ルート【高森 - 立野】※平日高森発は1日5便・立野発は1日4便、土日祝日高森発は1日4便・立野発は1日3便
- 高森駅 - 高森中央 - 高森下町 - 高森湧水トンネル公園入口 - 下森山 - 両併入口 - 白川 - 白川水源入口 - 白川駅前 - 吉田新町 - 上吉田 - 阿蘇白水農協前 - ≪温泉センター瑠璃≫ - 吉田登山線入口 - 下吉田 - 一関 - 中松駅前 - 中松小学校前 - 寺坂 - 川地後 - 松の木 - 東下田 - 西野宮神社入口 - 下田駅前 - 西下田 - 南阿蘇村役場 - JA長陽給油所前 - 南阿蘇西小学校前 - 長陽駅入口 - 南阿蘇中学校前 - 本村入口 - 栃木入口 - ≪長陽運動公園 - 温泉センターウイナス≫ - 西栃木 - 立野 - 立野駅

久木野ルート【高森 - 立野】※平日・土日祝とも1日3往復6便　　
- 高森駅 - 高森中央 - 高森下町 - 高森湧水トンネル公園入口 - 下森山 - 見晴台駅 - 前畑 - 両併小学校前 - ゆめひろば前 - 中郷公民館前 - 竹崎 - 上二子石 - 中二子石 - 井出口 - 原尻 - 四季の森温泉 - 新村 - 平素 - あそ望の郷 - 久木野福祉センター前 - JA久木野給油所横 - 上楢須 - 久木野駐在所前 - 槢尾 - 久木野病院前 - 柿野 - 岸野 - 堀渡り - 温泉センター木の香湯前 - 八里木 - 温泉センター木の香湯前 - 堀渡り - 岸野 - 柿野 - 久木野病院前 - 南阿蘇村役場 - JA長陽給油所前 - 南阿蘇西小学校前 - 長陽駅入口 - 南阿蘇中学校前 - 本村入口 - 栃木入口 - ≪長陽運動公園 - 温泉センターウイナス≫ - 西栃木 - 立野 - 立野駅

立野循環ルート【立野駅 - 阿蘇ファームランド - 立野駅】※平日・土日祝日とも1日3便
- 立野駅 - 立野 - 西栃木 - 長陽運動公園 - 温泉センターウイナス - 沢津野 - 美術館入口 - みつばち牧場 - 阿蘇ファームランド - 猿まわし劇場前 - 下野住宅団地前 - いずみ美容室横 - 下野踏切横 - 下野山田仮設団地 - 立野 - 立野駅

### 2017年10月1日～2020年9月30日
白水ルート【高森 - 大津駅】※平日・1日6往復12便、土日祝日1日5往復10便
- 高森駅 - 高森中央 - 高森下町 - 高森湧水トンネル公園入口 - 下森山 - 両併入口 - 白川 - 白川水源入口 - 白川駅前 - 吉田新町 - 上吉田 - 阿蘇白水農協前 - 吉田登山線入口 - 下吉田 - 一関 - 中松駅前 - 中松小学校前 - 寺坂 - 川地後 - 松の木 - 東下田 - 西野宮神社入口 - 下田駅前 - 西下田 - 南阿蘇村役場 - JA長陽給油所前 - 南阿蘇西小学校前 - 長陽駅入口 - 南阿蘇中学校前 - 本村入口 - 栃木入口 - 西栃木 - 立野病院 - 立野 - 大津駅（南口）
  - 同日より、並行して同じく高森 - 大津駅間を結ぶ快速バス「南郷ライナー」も経路変更に伴い、本ルートとほとんど同じ運行経路となり1日2往復4便の運行となる事から、実質的に高森 - 大津駅間は1日8往復16便（土日祝日は1日7往復14便）体制となる。なお、「南郷ライナー」は立野を除き全てクローズド・ドア（途中乗降不可）となるため、本ルートが「南郷ライナー」のクローズド・ドア区間における乗降をカバーする形となる。

久木野ルート【高森 - 南阿蘇】※平日・土日祝とも1日2往復4便　　
- 高森駅 - 高森中央 - 高森下町 - 高森湧水トンネル公園入口 - 下森山 - 見晴台駅 - 前畑 - 両併小学校前 - ゆめひろば前 - 中郷公民館前 - 竹崎 - 上二子石 - 中二子石 - 井出口 - 原尻 - 四季の森温泉 - 新村 - 平素 - あそ望の郷 - 久木野福祉センター前 - JA久木野給油所横 - 上楢須 - 久木野駐在所前 - 槢尾 - 久木野病院前 - 柿野 - 岸野 - 堀渡り - 温泉センター木の香湯前 - 八里木 - 温泉センター木の香湯前 - 堀渡り - 岸野 - 柿野 - 久木野病院前 - 南阿蘇村役場 - JA長陽給油所前 - 南阿蘇西小学校前 - 長陽駅入口 - 南阿蘇中学校前 - 本村入口 - 長陽運動公園 - 西栃木 - 沢津野 - 美術館入口 - 阿蘇ファームランド - 猿まわし劇場前 - 下野住宅団地前 - いずみ美容室横 - 下野踏切横 - 下野山田仮設団地 - アーデンホテル阿蘇

### 2016年10月1日～2017年9月30日
≪≫は一部便通過　
白水ルート【高森 - 南阿蘇】※平日・土日祝とも1日2往復4便
- 高森駅 - 高森中央 - 高森下町 - 高森湧水トンネル公園入口 - 下森山 - 両併入口 - 白川 - 白川水源入口 - 白川駅前 - 吉田新町 - 上吉田 - 阿蘇白水農協前 -  ≪温泉センター瑠璃≫ - 吉田登山線入口 - 下吉田 - 一関 - 中松駅前 - 中松小学校前 - 寺坂 - 川地後 - 松の木 - 東下田 - 西野宮神社入口 - 下田駅前 - 西下田 - 南阿蘇村役場 - JA長陽給油所前 - 南阿蘇西小学校前 - 長陽駅入口 - 南阿蘇中学校前 - 本村入口 - 長陽運動公園 - 温泉センターウイナス- 沢津野 - 美術館入口 - 阿蘇ファームランド - 猿まわし劇場前 - 下野住宅団地前 - いずみ美容室横 - 下野踏切横 - 下野山田仮設団地 - アーデンホテル阿蘇
  - 2016年10月1日～31日までの1ヶ月間は、南阿蘇側の起終点は「赤水駅」であった（アーデンホテル阿蘇へは翌11月1日より乗り入れ開始とともに赤水駅への停車は廃止）。

久木野ルート【高森 - 南阿蘇】※平日・土日祝とも1日2往復4便　　
- 高森駅 - 高森中央 - 高森下町 - 高森湧水トンネル公園入口 - 下森山 - 見晴台駅 - 前畑 - 両併小学校前 - ゆめひろば前 - 中郷公民館前 - 竹崎 - 上二子石 - 中二子石 - 井出口 - 原尻 - 四季の森温泉 - 新村 - 平素 - あそ望の郷 - 久木野福祉センター前 - JA久木野給油所横 - 上楢須 - 久木野駐在所前 - 槢尾 - 久木野病院前 - 柿野 - 岸野 - 堀渡り - 温泉センター木の香湯前 - 八里木 - 温泉センター木の香湯前 - 堀渡り - 岸野 - 柿野 - 久木野病院前 - 南阿蘇村役場 - JA長陽給油所前 - 南阿蘇西小学校前 - 長陽駅入口 - 南阿蘇中学校前 - 本村入口 - 長陽運動公園 - 温泉センターウイナス- 沢津野 - 美術館入口 - 阿蘇ファームランド - 猿まわし劇場前 - 下野住宅団地前 - いずみ美容室横 - 下野踏切横 - 下野山田仮設団地 - アーデンホテル阿蘇
  - 2016年10月1日～31日までの1ヶ月間は、南阿蘇側の起終点は「赤水駅」であった（アーデンホテル阿蘇へは翌11月1日より乗り入れ開始とともに赤水駅への停車は廃止）。

循環ルート【高森 - 南阿蘇間左回り】（右回りは左回りの逆経路）　※平日・土日祝とも1日2往復4便
- 高森駅 - 高森中央 - 高森下町 - 高森湧水トンネル公園入口 - 下森山 - 両併入口 - 白川 - 白川水源入口 - 白川駅前 - 吉田新町 - 上吉田 - 阿蘇白水農協前 - 温泉センター瑠璃 - 吉田登山線入口 - 下吉田 - 一関 - 中松駅前 - 中松小学校前 - 寺坂 - 川地後 - 松の木 - 東下田 - 西野宮神社入口 - 下田駅前 - 西下田 - 南阿蘇村役場 -久木野病院前 - 柿野 - 岸野 - 堀渡り - 温泉センター木の香湯前 - 八里木 - 温泉センター木の香湯前 - 堀渡り - 岸野 - 柿野 - 久木野病院前 - 槢尾 - 久木野駐在所前 - 上楢須 - JA久木野給油所横 - 久木野福祉センター前 - あそ望の郷 - 平素 - 新村 - 四季の森温泉 - 原尻 - 井手口 - 中二子石 - 上二子石 - 竹崎 - 中郷公民館前 - ゆめひろば前 - 両併小学校前 - 前畑 - 見晴台駅 - 下森山 - 高森湧水トンネル公園入口 - 高森下町 - 高森中央 - 高森駅

### 熊本地震前の運行ルート
≪≫は一部便通過　
白水コース【高森 - 立野】　（平日）1日4往復8便　（土日祝）1日3往復6便
- 高森駅 - 高森中央 - 高森下町 - 高森湧水トンネル公園入口 - 下森山 - 両併入口 - 白川 - 白川水源入口 - 白川駅前 - 吉田新町 - 上吉田 - 阿蘇白水農協前 -  ≪温泉センター瑠璃≫ - 吉田登山線入口 - 下吉田 - 一関 - 中松駅前 - 中松小学校前 - 寺坂 - 川地後 - 松の木 - 東下田 - 西野宮神社入口 - 下田駅前 - 西下田 - 長陽農協前 - 長陽小学校前 - 長陽駅入口 - 長陽中学校前 - 本村入口 - 本村 - 栃木 - ≪温泉センターウイナス≫ - 西栃木 - アソシエート - 東海大阿蘇校舎入口 - 立野病院裏 - 立野神社前 - 宮崎商店横 - 立野駅

久木野コース【高森 - 立野】　（平日）1日6往復12便　（土日祝）1日3往復6便
- 高森駅 - 高森中央 - 高森下町 - 高森湧水トンネル公園入口 - 下森山 - 見晴台駅 - 前畑 - 両併小学校前 - ゆめひろば前 - 中郷公民館前 - 竹崎 - 上二子石 - 中二子石 - 井出口 - 原尻 - 四季の森温泉 - 新村 - 平素 - ≪あそ望の郷≫ - 久木野福祉センター前 - 久木野庁舎前 - 上楢須 - 久木野駐在所前 - 槢尾 - 久木野病院前 - 柿野 - 岸野 - 堀渡り - 温泉センター木の香湯前 - 八里木 - 長陽駅 - 長陽中学校前 - 本村入口 - 本村 - 栃木 - ≪温泉センターウイナス≫ - 西栃木 - アソシエート - 東海大阿蘇校舎入口 - 立野病院裏 - 立野神社前 - 宮崎商店横 - 立野駅

湯の谷コース【高森 - 立野】　※平日・土日祝とも1日3往復6便
- 高森駅 - 高森中央 - 高森下町 - 高森湧水トンネル公園入口 - 下森山 - 両併入口 - 白川 - 白川水源入口 - 白川駅前 - 吉田新町 - 上吉田 - 阿蘇白水農協前 - 温泉センター瑠璃 - 吉田登山線入口 - 下吉田 - 一関 - 中松駅前 - 祇園橋 - 新村 - 平素 - あそ望の郷 - 久木野福祉センター前 - 久木野庁舎前 - 上楢須 - 久木野駐在所前 - 槢尾 - 久木野病院前 - 柿野 - 岸野 - 堀渡り - 温泉センター木の香湯前 - 八里木 - 長陽駅 - 温泉センターウイナス - のんびり村 - メルヘン村入口下 - 沢津野 - 葉祥明絵本美術館 - 大野勝彦美術館 - 葉祥明絵本美術館 - みつばち牧場 - 阿蘇ファームランド - 猿まわし劇場前 - 下野住宅団地前 - いずみ美容室横 - 下野踏切横 - 立野病院裏 - 立野神社前 - 宮崎商店横 - 立野駅

## 運行会社・運賃
- 運行は産交バス（阿蘇営業所が担当）に委託している。
- 運賃は通常の路線バスと同じキロ加算で乗車場所によって異なる（均一運賃ではない）。
- 現金、SUNQパス（全種類）、わくわく1dayパス（共通フリー乗車券）熊本県内版、くまモンのIC CARD、クレジットカード等によるタッチ決済において利用可能。

## 使用車両
日野・リエッセ
- 「ブルービー号」・「ルリ号」と命名されたアニメのイラストが車体のほか、車内もアニメ一色に彩られた内装になっている。
※「ブルービー」・「ルリ」とは、「ブルービーとオールドツリー」という、葉山祥鼎（童話作家。絵本作家 葉祥明の実弟）の作品の絵本に登場するキャラクターのこと。
- この他に、「阿蘇ファームランド号」もある。

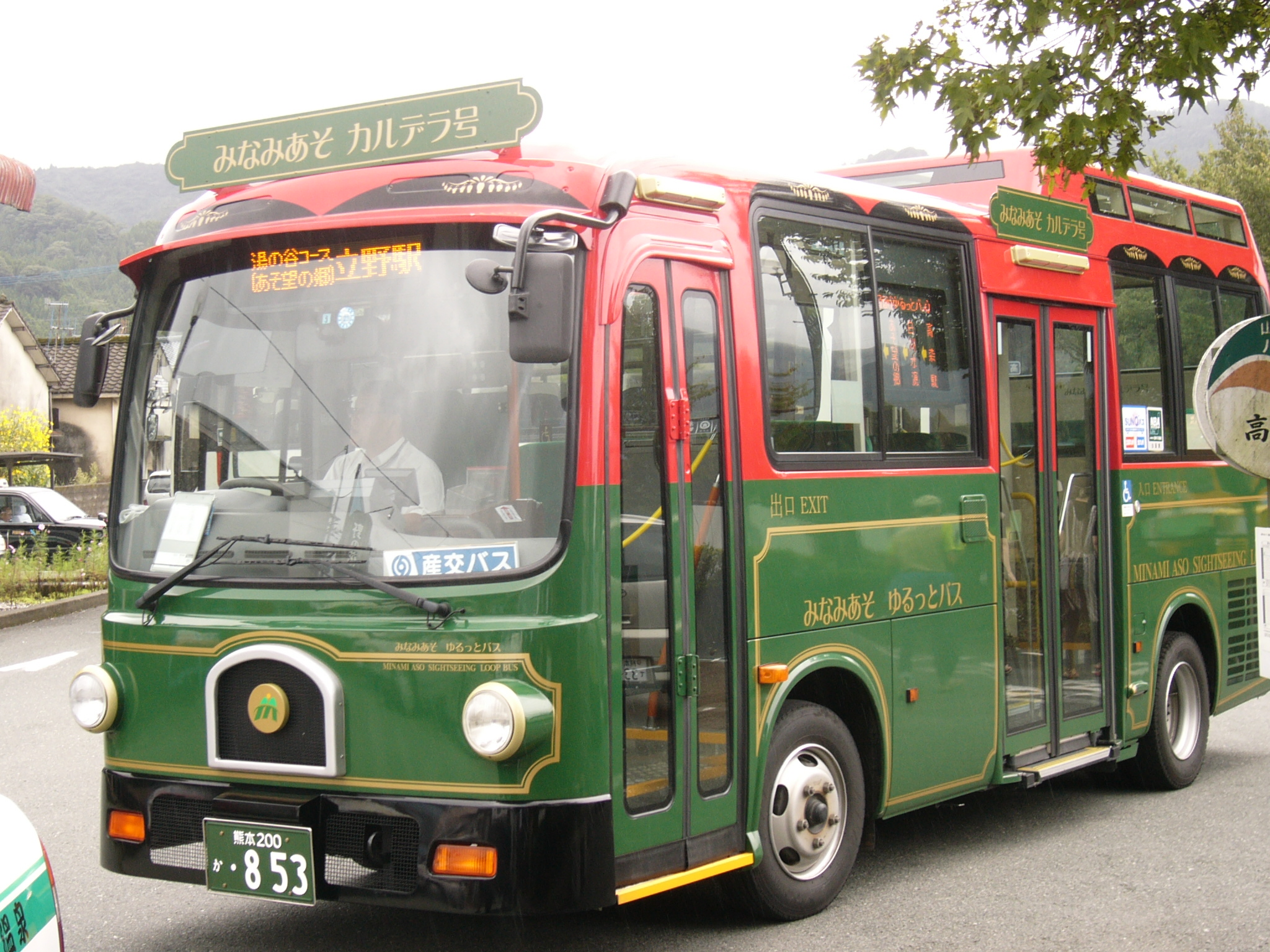
新型車両　「みなみあそカルデラ号」

- 2011年3月9日より追加導入された車両は従来のリエッセとは異なり、車体には阿蘇山をイメージした赤と草原の緑のカラーを使用し、1960年代風のレトロな外観に改造されている（イズミ車体で施行）。車内は南阿蘇の村木である南郷桧をふんだんに使用した暖かみのある内装で、後部は展望座席とし一部屋根がガラス張り、車内に冷蔵庫を設置し「白川水源の水」（ミネラルウォーター）の車内販売、DVDモニターによる観光案内、降車を知らせる音は「牛の鳴き声」などといった従来の一般路線バスにはないサービスや特徴を醸し出した大変ユニークな車両となっている。愛称は「みなみあそカルデラ号」として、一般公募により決定した。ちなみに当車両はリエッセの生産終了により産交バス(株)での新規登録の最終車両である。